# أرنولد هايم

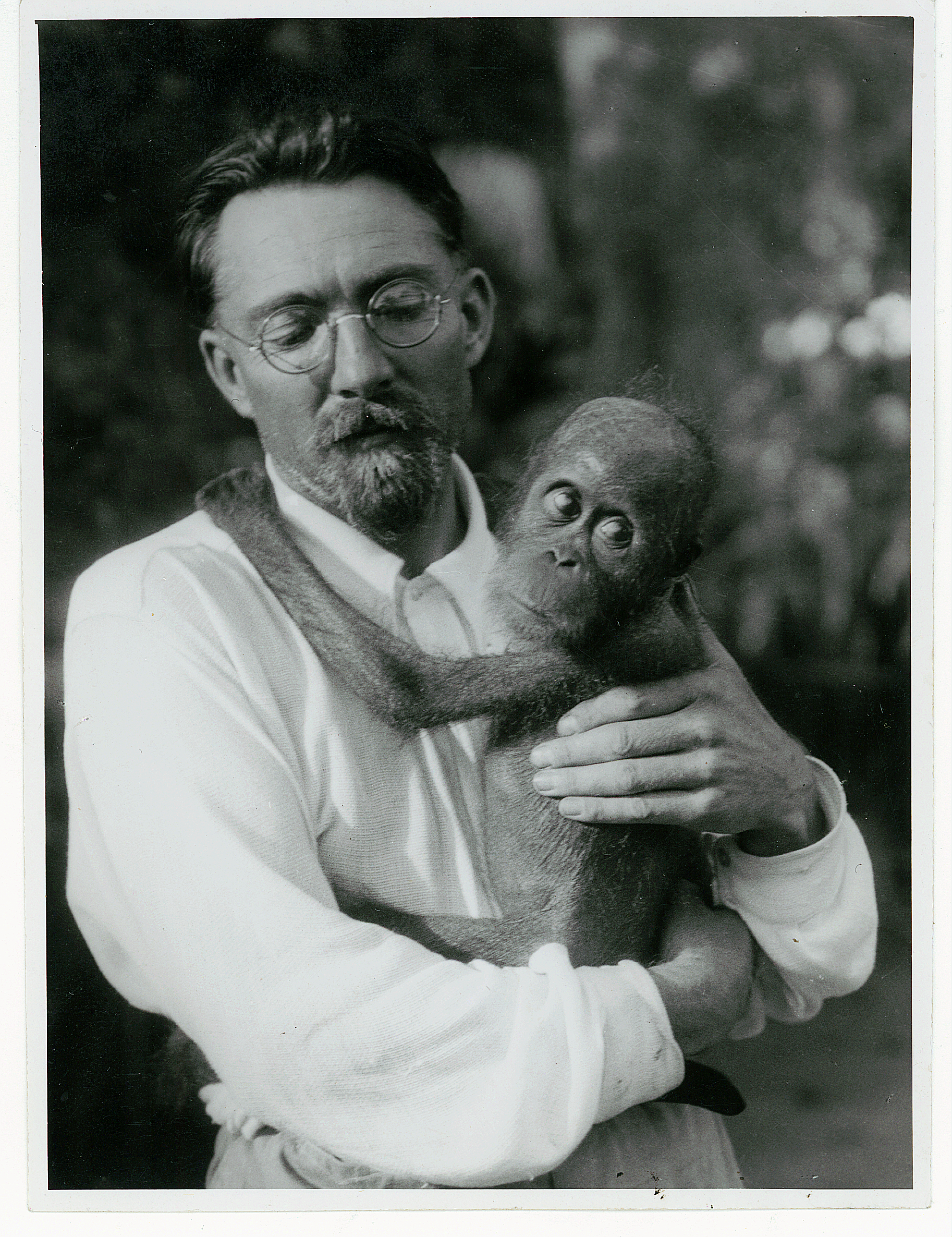
أرنولد هايم يحمل بين يديه طفل حيوان إنسان الغاب

أرنولد هايم (* 20) مارس 1882 في زيوريخ ؛ † 27. مايو 1965 ) عالم جيولوجي سويسري.

## حياته

أرنولد هايم ، كما يسافر العرب

ولد هايم في 20 مارس 1882م في زيوريخ بسويسرا. ابناً للجيولوجي ألبرت هايم، وماري هايم-فوغتلين أول طبيبة سويسرية. لحق هايم بوالده بدراسته الجيولوجيا في المعهد الفيدرالي السويسري للتكنولوجيا في زيورخ، وتولى رئاسة قسم الجيولوجيا في الجامعة اللآنف ذكرها. وحصل أرنولد على دبلوم مدرس متخصص في العلوم الطبيعية، تلاها بعد ذلك دكتوراه من جامعة زيورخ.

## روابط خارجية
- أرنولد هايم على موقع مونزينجر (الألمانية)